# Ivan Pauli
Ivan Hjalmar Emanuel Pauli, född 19 maj 1885 i Landskrona församling, Malmöhus län, död 5 juni 1955 i Torekovs församling, Kristianstads län, var en svensk skolman och politiker.
Ivan Pauli blev filosofie doktor 1919 på avhandlingen Enfant, garçon, fille dans les langues romanes. Han blev docent i Lund samma år och därefter även lektor i Karlstad. År 1925 tillträdde han en lektorstjänst vid Östermalms högre läroverk i Stockholm.
Pauli anslöt sig tidigt till socialdemokratiska arbetarepartiet, och tillhörde riksdagens första kammare 1922–1949, där han anlitades bland annat i Statsutskottet från 1926 och i 1927 års skolutskott. Han tillhörde 1927 års skolsakkunniga. Pauli var även flitigt aktiv som journalist i Arbetet 1919–1925 och från 1926 i Social-Demokraten.
Som skribent i Socialdemokraten varnade Pauli redan 1934 om nazisternas gripande av meningsmotståndare och hur dessa spärrats in i koncentrationsläger. Pauli engagerade sig även utanför tidningen mot det han kallade den nazistiska "barbarstaten", bland annat som medlem i Tisdagsklubben.
Han var från 1907 gift med Gulli Pauli (född Ivarsson 1887), som var praktiserande läkare i Karlstad.